# Émile Marchoux
François Émile Gabriel Marchoux (* 14. März 1862 in Saint-Amant-de-Boixe; † 19. August 1943 in Paris) war ein französischer Tropenmediziner.

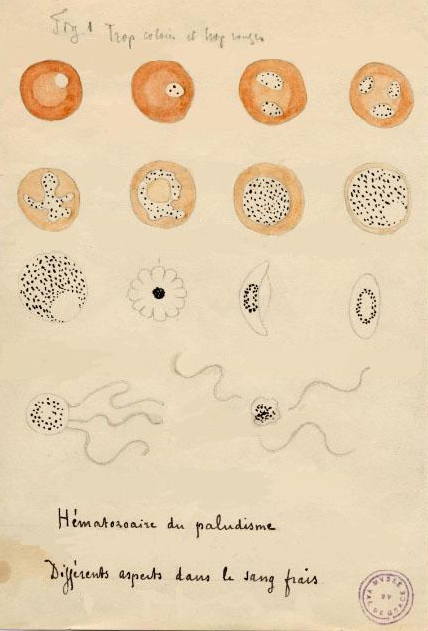
Malariaerreger, von Laveran gezeichnet

## Leben
Marchoux studierte Medizin in Paris und schloss das Studium 1887 mit einer Doktorarbeit über Typhus-Epidemien unter Marinesoldaten in Lorient ab. Danach trat er ins Korps der Marineärzte ein und wechselte mit dessen Gründung 1890 in den kolonialmedizinische Dienst (Corps de Santé colonial). Zunächst wurde er nach Dahomey, dann nach Cochinchina versetzt, wo er für die Impfung der einheimischen Bevölkerung gegen Pocken verantwortlich war. 1893 kehrte Marchoux aus Indochina zurück, bewarb sich beim Institut Pasteur und wurde von Louis Pasteur persönlich eingestellt. Er wurde dem Labor von Émile Roux zugeordnet, wo es ihm gelang, ein Serum gegen Milzbrand herzustellen. 1896 wurde er nach Afrika geschickt, wo er im senegalesischen Saint-Louis das erste mikrobiologische Labor Afrikas begründete.
Zu dieser Zeit gab es in der Kolonialmedizin die Tendenz, sämtliche Fiebererkrankungen der Malaria zuzuschreiben. Marchoux arbeitete heraus, dass in Afrika auch zahlreiche andere Ursachen existierten: Gelbfieber, Amöbenruhr sowie verschiedene von Zecken übertragene Krankheiten. Er beschrieb den Lebenszyklus des häufigsten Malaria-Erregers im Senegal Plasmodium falciparum, der auch die am schwersten verlaufende Malariaform verursachte. Seine Publikation 1897 in den Annales de l'Institut Pasteur war die erste mikroskopische Studie über den Malaria-Erreger, die in den Tropen entstanden war. Weitere Forschungsarbeiten behandelten die Rolle der Pneumokokken bei Lungenentzündungen im afrikanischen Kontext. Auch konnte Marchoux zum ersten Mal Meningokokken in Afrika nachweisen, die südlich der Sahara sogar besonders häufig Meningitis-Erkrankungen auslösen.

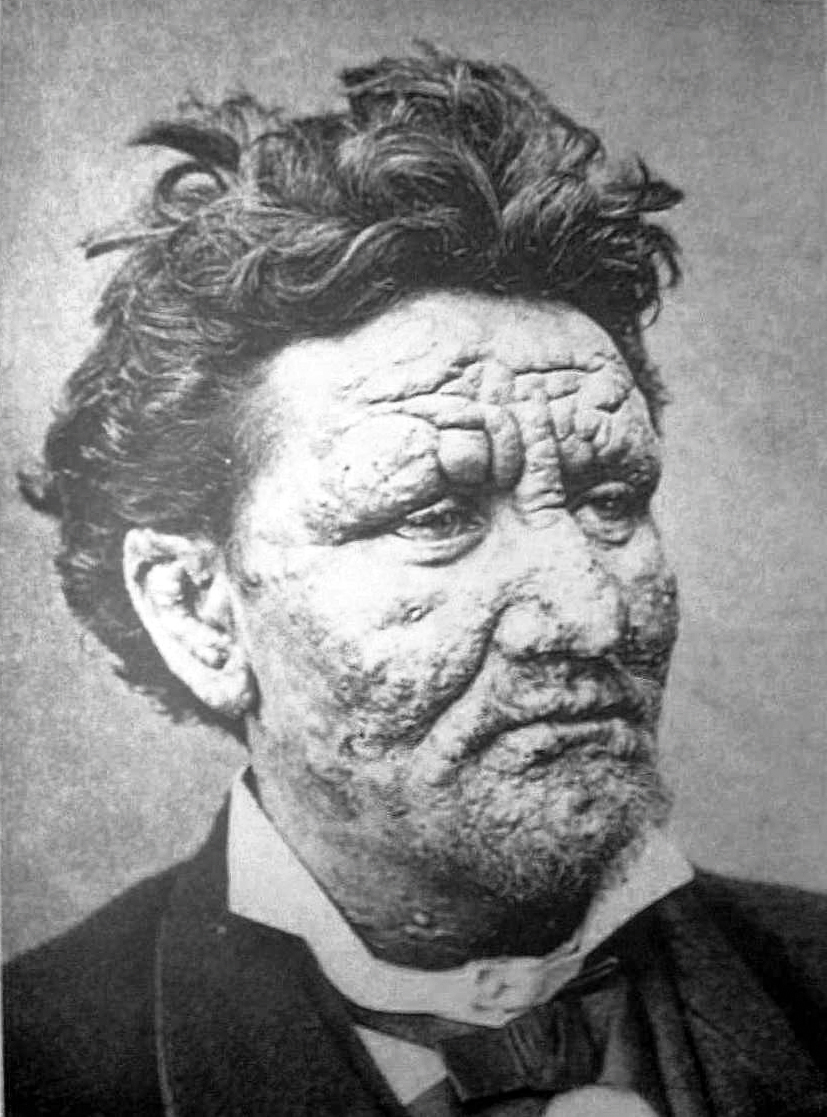
24-jähriger Lepra-Kranker (Aufnahme aus dem 19. Jahrhundert)

Im Jahr 1900 brach im Senegal eine Gelbfieber-Epidemie aus, und gleichzeitig entdeckte eine Gruppe US-amerikanischer Ärzte in Havanna den Überträger der Krankheit, die Gelbfiebermücke (eigentlich eine Wiederentdeckung, denn die Arbeiten von Carlos Finlay waren in Vergessenheit geraten). Marchoux wurde daraufhin vom Kolonialministerium im Rahmen einer französischen Ärztemission nach Havanna und Brasilien geschickt. Innerhalb von vier Jahren konnten die Wissenschaftler zeigen, dass der Gelbfieber-Erreger ein „filtrierbares Virus“, das heißt, durch bakteriendichte Filter filtrierbar war. Der Erreger ließ sich während der ersten vier Tage der Krankheit im Blut nachweisen, und seine Vermehrung in den Mücken war von der Temperatur abhängig. Durch diese Forschungsergebnisse wurde verständlich, warum die Bewohner kühlerer Gegenden in mittleren Höhen weniger an Gelbfieber litten. Die Franzosen waren auch an der erfolgreichen Kampagne beteiligt, Rio de Janeiro vom Gelbfieber zu befreien; Marchoux wurde dafür zum Ehrenbürger der Stadt ernannt.
1905 kehrte Marchoux aus Brasilien zurück und verließ den kolonialmedizinischen Dienst, um wieder vollständig im Institut Pasteur zu arbeiten. Er wurde zunächst Laborchef, dann Abteilungsleiter im Labor von Metschnikow (Nobelpreis 1908), dann bei Laveran, als dieser 1907 den Nobelpreis erhielt. Marchoux beschäftigte sich in dieser Zeit zunächst mit einer Geflügelkrankheit, die in Brasilien wütete und zu der er sich Untersuchungsmaterial von seiner Reise mitgebracht hat. Er konnte als Erreger eine Spirochaete nachweisen, die von Zecken übertragen wurde – das erste Beispiel einer auf diese Weise übertragenen Blutkrankheit.
Sein bevorzugtes Forschungsgebiet wurde jedoch die Lepra. Da es nicht gelang, den Erreger zu kultivieren, etablierte Marchoux mit der Ratte ein Tiermodell. Durch seine Studien wurde klar, dass die Lepra weniger ansteckend als Tuberkulose war, sodass die übliche Absonderung von Lepra-Kranken sich nicht medizinisch rechtfertigen ließ. Marchoux konnte in Bamako (heute Mali) ein Institut zur Erforschung der Lepra gründen, das nach seinem Tod nach ihm benannt wurde (heute: Centre National d’Appui à la Lutte contre la Maladie, CNAM). Als Lepra-Experte beriet Marchoux auch den Völkerbund und wurde schließlich zum Präsidenten der Internationalen Lepra-Gesellschaft ernannt.
1925 wurde Marchoux in die Akademie der Medizin gewählt. Seit ihrer Gründung gehörte er der Akademie der Kolonialwissenschaften an, der er 1931–32 auch vorstand. Er war Großoffizier der Ehrenlegion.